# Мария Комнина (дъщеря на Алексий I Комнин)
Вижте пояснителната страница за други личности с името Мария Комнина.
Мария Комнина Порфирогенита е византийска принцеса – дъщеря на император Алексий I Комнин.
Мария Комнина е родена на 19 септември 1085 г. в порфирната зала на императорския дворец в Константинопол. Тя е втора дъщеря на византийския император Алексий I Комнин и Ирина Дукина. Сестра е на византийския император Йоан II Комнин и на Анна Комнина. Датата на раждането на порфирогенита кира Мария е посочена в един ръкопис, в който се изброяват децата на император Алексий I Комнин. Когато описва грижите, които Мария полага за баща им Алексий I на смъртния му одър, Анна Комнина я нарича „моя господарка и най-скъпата от сестрите ми, украшение на нашата раса, жена константа, крепост на всяка добродетел“ 
През 1094 г. император Алексий I Комнин планирал да омъжи Мария за Григорий Гавра, син на севаста и трапезундски дука Теодор Гавра, но Григорий се опитал да избяга при баща си, бил заловен и поставен под арест, а годежът му с Мария бил отменен.
Около 1099/1100 г. Мария Комнина е омъжена за Никифор Евфорвин, син на един от най-доверените генерали на Алексий I. По този повод Никифор получил от тъста си титлата паниперсеваст. За втория брак на Мария Комнина и Никифор Евфорвин споменва лично по-голямата сестра на Мария Анна Комнина в своята Алексиада.
Мария Комнина и Никифор Евфорвин имат пет деца:
- Алексий Комнин Евфорвин;[10]
- Андроник Комнин Евфорвин[11] – стратег на Киликия през 1162;
- Йоан Комнин Евфорвин.[4]
- дъщеря, вероятно Ирина Дукина Комнина Евфорвина[12]
- дъщеря, вероятно Анна Комнина Евфорвина[13]
- дъщеря, вероятно Евдокия Комнина Евфорвина[14]

Предполага се, че Мария Комнина умира след 1153 г. Основание за това дава фактът, че името ѝ се споменава за последно от Георги Торникий, митрополит на Ефес, който я споменава като жива в едно съчинение, датирано около 1153 г.